# 春花望露 (民視)
《春花望露》為2016年民視八點檔連續劇，山川娛樂製作。此劇以1950年代至2010年代雲林縣西螺鎮為故事背景，也改編自歷史的西螺大橋開通儀式、蔣中正連任第二屆總統、耕者有其田土地改革政策、大仁宮廢船爆炸事件、以及1986年花蓮地震等事件插入故事情節，表現出台灣人純情、樸實、認分的生活，以及刻劃他們努力奮鬥的精神。
2015年10月2日開鏡，2016年1月獲得台南市政府文化局補助影視業者拍片取景補助金新台幣150萬元，2016年3月14日接檔《嫁妝》首播，2017年6月29日殺青,2017年7月4日完結。

## 播出時間

### 首播
| 頻道        | 所在地       | 播出日期                      | 播出時間                                                  | 備註     |
| ----------- | ------------ | ----------------------------- | --------------------------------------------------------- | -------- |
| 民視無線台  | 中華民國臺灣 | 2016年3月14日－2017年7月4日   | 每週一至週四20:00 - 22:30                                 | 無       |
| 民視無線台  | 中華民國臺灣 | 2016年3月14日－2017年7月4日   | 每週五20:00 - 22:15                                       | 無       |
| 民視無線台  | 中華民國臺灣 | 2016年3月19日－2017年7月2日   | 每週六日16:00 - 18:00                                     | 無       |
| Astro歡喜台 | 马来西亚     | 2017年5月16日 - 2020年12月8日 | 每週一至週五 20:30 - 21:30                                | 外购版   |
| 新传媒8频道 | 新加坡       | 2018年5月19日 - 2022年3月12日 | 每週六及週日 19:00 - 21:00/22:00（播出時間視節目安排而定) | 國語配音 |
| 新传媒8频道 | 新加坡       | 2021年6月8日－2023年9月14日   | 每週一至週四 10:30 - 12:30 (重播)                         | 國語配音 |

## 演員名單
- 吳皓昇飾李有志
- 黃耀冬飾幼年李有志
- 楚宣飾陳麗芬
- 李柔蓁飾幼年陳麗芬
- 倪齊民飾梁金城
- 蘇晏霈飾李有純
- 傅子纯飾林春生
- 楊植鈞飾幼年林春生
- 葉歡飾李蔡秀女
- 蕭大陸飾林天助
- 陳昭榮飾方約翰
- 葉全真飾謝清華
- 張銘飾陳俊男
- 方馨飾王美惠
- 陳謙文飾李有土
- 沈昶宏飾幼年李有土
- 樓心潼飾丁小美
- 余秉諺飾王光明
- 黃瑄飾劉丽华
- 文汶飾謝清秀
- 陳妍安飾麗莎
- 林則希飾陳家輝
- 劉秀雯飾梁高桂枝
- 黃仲裕飾王財旺
- 廖家儀飾方家怡
- 張柏舟飾劉六出
- 唐美雲飾楊美金
- 成潤飾陳博仁
- 游安順飾蔡一郎
- 高欣欣飾黃雙蕊
- 馬力歐飾阿馬仔
- 喬華國飾方俊源
- 蔡昆哲飾尤進財
- 梁佑南飾梁招弟
- 王振復飾梁建安
- 德馨飾鄭艷萍
- 兵家綺飾田阿桃
- 李珞晴飾顏秋琴
- 江俊翰飾李漢文(文哥)
- 華千涵飾李萱萱
- 徐亨飾陳天時
- 鍾佳蓁飾陳劉翠香
- 蔡阿炮飾江阿博
- 王上豪飾高志強
- 李又汝飾婷婷
- 謝京穎飾丁文琪
- 邱隆飾伊藤武雄
- 洪毛飾紅毛
- 林世傑飾林世喜
- 余政鴻飾林天海(海哥)
- 林文鈞飾柯議員
- 江青霞飾愛咪姐
- 李興文飾李添貴(客串)
- 張富貴飾鄭阿水
- 章永華飾郭老/鍾院長
- 張懷媗飾周阿鶯
- 楊瓊華飾王美雀
- 四方飾四柱
- 賴芊合飾阿花
- 鍾其翰飾周董
- 羅子惟飾友人
- 顏曉筠飾辣妹
- 錢君仲飾乩童
- 童韋傑飾友人
- 江振愷飾泰瑞
- 童毅軍飾劉董

## 主題曲

### 片頭曲
| 順序 | 歌曲名稱       | 作詞   | 作曲     | 主唱           | 播出期間                      | 播出集數         |
| ---- | -------------- | ------ | -------- | -------------- | ----------------------------- | ---------------- |
| 1    | 另一種鄉愁     | 晨 曦  | 谷村新司 | 許富凱         | 2016年3月14日－2016年3月18日  | 第1集～第5集     |
| 2    | 青春           | 鄭喬安 | 鄭喬安   | 丁姵均         | 2016年3月21日－2016年5月27日  | 第6集～第55集    |
| 3    | 釋懷           | 謝家銘 | 陳緯倫   | 郭婷筠、曹雅雯 | 2016年5月30日－2016年8月19日  | 第56集～第115集  |
| 4    | 愛情敢會當參詳 | 林東松 | 林東松   | 許富凱         | 2016年8月22日－2016年11月11日 | 第116集～第175集 |
| 5    | 思念的歌       | 曹雅雯 | 曹雅雯   | 曹雅雯         | 2016年11月14日－2017年2月6日  | 第176集～第235集 |
| 6    | 猶原愛著你     | 陳偉強 | 陳偉強   | 蔡佳麟         | 2017年2月7日－2017年5月1日    | 第236集～第295集 |
| 7    | 相思伴月       | 林東松 | 林東松   | 林孟宗         | 2017年5月2日－2017年7月4日    | 第296集～第341集 |

### 預告曲
| 順序       | 歌曲名稱 | 作詞     | 作曲   | 主唱                        | 播出期間       | 播出集數 |
| ---------- | -------- | -------- | ------ | --------------------------- | -------------- | -------- |
| 另一種鄉愁 | 晨 曦    | 谷村新司 | 許富凱 | 2016年3月14日－2017年7月3日 | 第1集～第339集 |          |

### 片尾曲
| 順序 | 歌曲名稱     | 作詞   | 作曲   | 主唱           | 播出期間                      | 播出集數         |
| ---- | ------------ | ------ | ------ | -------------- | ----------------------------- | ---------------- |
| 1    | 真愛無價     | 石國人 | 石國人 | 張秀卿、莊振凱 | 2016年3月14日－2016年6月17日  | 第1集～第70集    |
| 2    | 望露的春花   | 石國人 | 石國人 | 朱海君         | 2016年6月20日－2016年9月23日  | 第71集～第140集  |
| 3    | 癡情女       | 石國人 | 石國人 | 謝宜君         | 2016年9月26日－2016年12月30日 | 第141集～第210集 |
| 4    | 你不孤單     | LINDA  | 江志豐 | 龍千玉         | 2017年1月2日－2017年4月10日   | 第211集～第280集 |
| 5    | 我做你的靠山 | 瑋 瑋  | 孔 鏘  | 翁立友         | 2017年4月11日－2017年7月3日   | 第281集～第340集 |

## 收視率
| 中華民國 民視無線台 首播收视率 （AC尼爾森） |                                |          |            |                                                           |
| 週數                                        | 播映日期                       | 集數     | 平均收視率 | 備註                                                      |
| 1                                           | 2016年3月14日－2016年3月18日   | 1－5     | 5.24       | 2 首次第二                                                |
| 2                                           | 2016年3月21日－2016年3月25日   | 6－10    | 5.60       |                                                           |
| 3                                           | 2016年3月28日－2016年4月1日    | 11－15   | 4.99       |                                                           |
| 4                                           | 2016年4月4日－2016年4月8日     | 16－20   | 4.73       |                                                           |
| 5                                           | 2016年4月11日－2016年4月15日   | 21－25   | 4.83       |                                                           |
| 6                                           | 2016年4月18日－2016年4月22日   | 26－30   | 4.70       |                                                           |
| 7                                           | 2016年4月25日－2016年4月29日   | 31－35   | 4.50       |                                                           |
| 8                                           | 2016年5月2日－2016年5月6日     | 36－40   | 4.34       |                                                           |
| 9                                           | 2016年5月9日－2016年5月13日    | 41－45   | 4.46       |                                                           |
| 10                                          | 2016年5月16日－2016年5月20日   | 46－50   | 4.42       |                                                           |
| 11                                          | 2016年5月23日－2016年5月27日   | 51－55   | 4.36       |                                                           |
| 12                                          | 2016年5月30日－2016年6月3日    | 56－60   | 4.18       |                                                           |
| 13                                          | 2016年6月6日－2016年6月10日    | 61－65   | 4.59       |                                                           |
| 14                                          | 2016年6月13日－2016年6月17日   | 66－70   | 4.46       |                                                           |
| 15                                          | 2016年6月20日－2016年6月24日   | 71－75   | 4.45       |                                                           |
| 16                                          | 2016年6月27日－2016年7月1日    | 76－80   | 4.44       |                                                           |
| 17                                          | 2016年7月4日－2016年7月8日     | 81－85   | 5.14       |                                                           |
| 18                                          | 2016年7月11日－2016年7月15日   | 86－90   | 4.69       |                                                           |
| 19                                          | 2016年7月18日－2016年7月22日   | 91－95   | 4.37       |                                                           |
| 20                                          | 2016年7月25日－2016年7月29日   | 96－100  | 4.64       |                                                           |
| 21                                          | 2016年8月1日－2016年8月5日     | 101－105 | 4.76       |                                                           |
| 22                                          | 2016年8月8日－2016年8月12日    | 106－110 | 4.69       |                                                           |
| 23                                          | 2016年8月15日－2016年8月19日   | 111－115 | 4.35       |                                                           |
| 24                                          | 2016年8月22日－2016年8月26日   | 116－120 | 4.39       |                                                           |
| 25                                          | 2016年8月29日－2016年9月2日    | 121－125 | 4.47       | 第121集～第122集平均：4.70 第123集～第125集平均：4.32     |
| 26                                          | 2016年9月5日－2016年9月9日     | 126－130 | 4.45       |                                                           |
| 27                                          | 2016年9月12日－2016年9月16日   | 131－135 | 4.65       |                                                           |
| 28                                          | 2016年9月19日－2016年9月23日   | 136－140 | 4.45       |                                                           |
| 29                                          | 2016年9月26日－2016年9月30日   | 141－145 | 4.93       |                                                           |
| 30                                          | 2016年10月3日－2016年10月7日   | 146－150 | 5.41       |                                                           |
| 31                                          | 2016年10月10日－2016年10月14日 | 151－155 | 5.30       |                                                           |
| 32                                          | 2016年10月17日－2016年10月21日 | 156－160 | 5.20       |                                                           |
| 33                                          | 2016年10月24日－2016年10月28日 | 161－165 | 4.01       | 第161集平均：5.17 第162集～第165集平均：3.72              |
| 34                                          | 2016年10月31日－2016年11月4日  | 166－170 | 3.65       |                                                           |
| 35                                          | 2016年11月7日－2016年11月11日  | 171－175 | 3.59       |                                                           |
| 36                                          | 2016年11月14日－2016年11月18日 | 176－180 | 4.56       |                                                           |
| 37                                          | 2016年11月21日－2016年11月25日 | 181－185 | 4.59       |                                                           |
| 38                                          | 2016年11月28日－2016年12月2日  | 186－190 | 4.50       | 第186集～第188集平均：4.58 第189集～第190集平均：4.38     |
| 39                                          | 2016年12月5日－2016年12月9日   | 191－195 | 4.53       |                                                           |
| 40                                          | 2016年12月12日－2016年12月16日 | 196－200 | 4.47       |                                                           |
| 41                                          | 2016年12月19日－2016年12月23日 | 201－205 | 4.31       |                                                           |
| 42                                          | 2016年12月26日－2016年12月30日 | 206－210 | 4.21       |                                                           |
| 43                                          | 2017年1月2日－2017年1月6日     | 211－215 | 4.52       |                                                           |
| 44                                          | 2017年1月9日－2017年1月13日    | 216－220 | 4.60       |                                                           |
| 45                                          | 2017年1月16日－2017年1月20日   | 221－225 | 4.75       |                                                           |
| 46                                          | 2017年1月23日－2017年1月26日   | 226－229 | 4.88       | 1月27日因播出除夕特別節目《民視第一發發發》，暫停播出一集 |
| 47                                          | 2017年1月30日－2017年2月3日    | 230－234 | 4.89       | 第230集～第231集平均：4.36 第232集～第234集平均：5.24     |
| 48                                          | 2017年2月6日－2017年2月10日    | 235－239 | 5.33       |                                                           |
| 49                                          | 2017年2月13日－2017年2月17日   | 240－244 | 4.95       |                                                           |
| 50                                          | 2017年2月20日－2017年2月24日   | 245－249 | 5.00       |                                                           |
| 51                                          | 2017年2月27日－2017年3月3日    | 250－254 | 5.05       | 第250集～第251集平均：4.85 第252集～第254集平均：5.18     |
| 52                                          | 2017年3月6日－2017年3月10日    | 255－259 | 5.00       |                                                           |
| 53                                          | 2017年3月13日－2017年3月17日   | 260－264 | 4.56       |                                                           |
| 54                                          | 2017年3月20日－2017年3月24日   | 265－269 | 4.16       |                                                           |
| 55                                          | 2017年3月27日－2017年3月31日   | 270－274 | 3.98       |                                                           |
| 56                                          | 2017年4月3日－2017年4月7日     | 275－279 | 4.19       |                                                           |
| 57                                          | 2017年4月10日－2017年4月14日   | 280－284 | 4.36       |                                                           |
| 58                                          | 2017年4月17日－2017年4月21日   | 285－289 | 4.27       |                                                           |
| 59                                          | 2017年4月24日－2017年4月28日   | 290－294 | 4.61       |                                                           |
| 60                                          | 2017年5月1日－2017年5月5日     | 295－299 | 4.60       |                                                           |
| 61                                          | 2017年5月8日－2017年5月12日    | 300－304 | 4.45       |                                                           |
| 62                                          | 2017年5月15日－2017年5月19日   | 305－309 | 4.22       | 第305集～第306集平均：4.23 第307集～第309集平均：4.22     |
| 63                                          | 2017年5月22日－2017年5月26日   | 310－314 | 4.26       |                                                           |
| 64                                          | 2017年5月29日－2017年6月2日    | 315－319 | 4.12       |                                                           |
| 65                                          | 2017年6月5日－2017年6月9日     | 320－324 | 4.26       |                                                           |
| 66                                          | 2017年6月12日－2017年6月16日   | 325－329 | 5.04       |                                                           |
| 67                                          | 2017年6月19日－2017年6月23日   | 330－334 | 4.80       | 第330集～第331集平均：4.82 第332集～第334集平均：4.79     |
| 68                                          | 2017年6月26日－2017年6月30日   | 335－339 | 4.80       |                                                           |
| 69                                          | 2017年7月3日－2017年7月4日     | 340－341 | 6.02       | 第340集平均：5.57 第341集平均：6.47                       |
| 平均收視                                    | 平均收視                       | 平均收視 | 4.60       | -                                                         |

- 由AC尼爾森調查，調查範圍是四歲以上收看電視之觀眾。

## 備註
1. ↑  此劇原設定以1950年代至1980年代為時代背景開場，之後出現部分情節與該劇原本描述的時代不符合；直到第111集出現2016年台南市政府文化局「2016臺南七夕愛情嘉年華」宣傳海報後[1]，此劇的時空已默認轉移至該年，並納入、等在原設定的時代尚未出現的概念至故事情節。

## 外部連結
- YouTube上的春花望露播放列表